# Чени, Дороти
Дороти Мэй (Додо) Банди-Чени (англ. Dorothy May 'Dodo' Bundy Cheney; 1 сентября 1916, Лос-Анджелес — 23 ноября 2014, Эскондидо) — американская теннисистка-любительница, дочь Мэй Саттон и Томаса Банди.
- Чемпионка Австралии 1938 года в одиночном разряде, член сборной США в Кубке Уайтмен
- Обладательница более чем 390 титулов чемпионки США в различных возрастных категориях и разрядах
- Член Международного зала теннисной славы с 2004 года.

## Личная жизнь
Родилась в теннисной семье. Её мать, Мэй Саттон-Банди, была первой американкой, выигравшей Уимблдонский турнир в одиночном разряде (в 1905 году), и вместе с тремя сёстрами — Этель, Флоренс и Вайолет — доминировала в женском теннисе на западе США с 1899 по 1915 годы. Отец Дороти, Томас Банди, был трёхкратным чемпионом США в парном разряде. В дальнейшем Томас Банди стал строительным магнатом и основателем Лос-Анджелесского теннисного клуба. Именно Томас Банди осуществлял планировку и застройку лос-анджелесской «Мили чудес». Помимо Дороти, в семье было ещё трое детей, и ласкательно-уменьшительное прозвище «Додо» она получила с лёгкой руки младшего брата, который в детстве не мог выговорить имя «Дороти».
В 1946 году Дороти Банди вышла замуж за пилота Western Airlines Артура Чени, родив ему троих детей — сына и двух дочерей. Двое из них — сын Брайан и младшая дочь Кристи — серьёзно занимались в дальнейшем теннисом. Брайан был капитаном сборной Аризонского университета, а позже стал профессиональным тренером; он в частности тренировал «Финикс Ракетс» — команду профессиональной лиги World Team Tennis. Кристи была одной из сильнейших теннисисток-юниорок США, а в 1976 году выиграла с Дороти чемпионат страны среди женских пар «мать+дочь». Артур Чени умер в мае 1982 года. Додо Чени пережила также всех троих своих братьев. Она умерла в ноябре 2014 года, в возрасте 98 лет, в Эскондидо (Калифорния).

## Игровая карьера
Первой учительницей Додо Банди на корте была её тётя Флоренс — одна из сестёр Саттон. В дальнейшем Додо освоила западный стиль игры открытой ракеткой, прославивший её мать Мэй Саттон. Свой первый приз Дороти Банди завоевала в 11 лет, в 1927 году, выиграв юниорский теннисный чемпионат Южной Калифорнии. В 1936 году она впервые вошла в десятку сильнейших теннисисток США, в которой оставалась в течение девяти из следующих десяти лет. В 1937 году Додо Банди была приглашена в сборную США для участия в розыгрыше традиционного Кубка Уайтмен и в этом же году дошла до полуфинала чемпионата США в одиночном разряде. В 1938 году она и ещё трое американских спортсменов приняли участие в чемпионате Австралии. Дороти дошла до финала в женских парах с другой американкой, Дороти Воркман, а в женском одиночном разряде одержала победу, став первой американкой, победившей в этом разряде в чемпионатах Австралии.
В 1941 году Додо Банди поступила в Роллинз-колледж во Флориде, где познакомилась с Полин Бетц — будущей четырёхкратной чемпионкой США. Вместе они составили одну из лучших женских пар в истории студенческого тенниса. В этом же году в паре с Бетц Додо завоевала свой первый национальный титул, победив на чемпионате США в помещениях. В 1944 году она стала чемпионкой США на грунтовых кортах в одиночном разряде. С 1940 по 1944 год она также четырежды проигрывала в финалах основного чемпионата США в женских и смешанных парах, а в 1946 году дважды дошла до финала в смешанном парном разряде на европейских турнирах Большого шлема — чемпионата Франции и Уимблдонского турнира. На Уимблдоне Додо также пробилась в полуфинал в одиночном разряде, где была посеяна под пятым номером.
После выхода в финал Уимблдонского турнира в 1946 году Додо Банди-Чени рассталась с кортом на девять лет, посвятив себя семейной жизни, но после этого, в 1955 году, ещё сумела вернуться в десятку сильнейших теннисисток США и выиграть чемпионат США на хардовых кортах в парном разряде. С 1957 года Дороти Чени выступает в соревнованиях ветеранов, установив уникальный рекорд: на её счету 394 титула чемпионки США на разных покрытиях, в разных разрядах и возрастных категориях, в том числе:
- 31 национальный титул в одиночном и женском парном разряде в категории 40-45 лет
- 14 титулов в категории 50 лет и старше
- 23 титула в категории 55 лет и старше
- 43 титула в категории 60 лет и старше
- 43 титула в категории 65 лет и старше
- 42 титула в категории 70 лет и старше
- 49 титулов в категории 75 лет и старше[9].

В число национальных титулов Додо Чени также включается ряд побед в чемпионатах США на грунтовых и хардовых кортах и в помещениях — как в годы основной карьеры (когда основной чемпионат США разыгрывался на открытых травяных кортах), так и в ветеранских соревнованиях. Неоднократно Чени становилась обладательницей так называемого Большого шлема USTA, выигрывая в один год все четыре чемпионата страны — на травяных, грунтовых и хардовых кортах и в помещениях. В 1976 году Додо Чени и её младшая дочь Кристи выиграли чемпионат США среди женских пар «мать+дочь», а в 2002 году они повторили этот успех на чемпионате США на травяных кортах для старших ветеранов (со своей матерью, Мэй Саттон, Додо дошла до финала аналогичного соревнования, когда Мэй был 81 год). Специально для Додо в чемпионатах США в возрастной категории старше 70 лет были введены соревнования в женских и смешанных парах, но в итоге она не смогла в них играть из-за отсутствия соперниц. Чени более чем втрое опережает по числу национальных титулов идущего вторым Гарднара Маллоя, который в 1999 году, в возрасте 82 лет, был 112-кратным чемпионом США в разных разрядах и возрастных категориях (к моменту окончания выступлений в ветеранских соревнованиях Маллой собрал 129 титулов). В 50 лет Додо получила травму спины, обычно означающую конец участия даже в развлекательных теннисных турнирах, но жёсткий режим и комплекс упражнений для спины, который она регулярно выполняет с тех пор, вернули её в строй; не заставил её расстаться с теннисом и артрит, которым она страдала с середины 1990-х годов. Свои последние титулы Дороти Чени завоевала в возрасте 95 лет.
В 1983 году имя Дороти Банди-Чени было включено в списки Зала спортивной славы Роллинз-колледжа, а в 1988 году она была удостоена приза им. Сары Палфри-Данциг, ежегодно присуждаемого Ассоциацией тенниса Соединённых Штатов (USTA) за спортивный дух и вклад в развитие тенниса. В 1998 году Дороти Чени стала членом Зала славы женского студенческого тенниса США, а в 2004 году — членом Международного зала теннисной славы.

## Финалы турниров Большого шлема за карьеру (8)

### Одиночный разряд (1)
| Год  | Турнир              | Покрытие | Соперница в финале | Счёт в финале |
| ---- | ------------------- | -------- | ------------------ | ------------- |
| 1938 | Чемпионат Австралии | Трава    | Дороти Стивенсон   | 6-3, 6-2      |

### Женский парный разряд (3)
| Год  | Турнир              | Покрытие | Партнёрша        | Соперницы в финале              | Счёт в финале |
| ---- | ------------------- | -------- | ---------------- | ------------------------------- | ------------- |
| 1938 | Чемпионат Австралии | Трава    | Дороти Воркман   | Тельма Койн Нэнси Уинн          | 7-9, 4-6      |
| 1940 | Чемпионат США       | Трава    | Марджори ван Рин | Элис Марбл Сара Палфри          | 4-6, 3-6      |
| 1941 | Чемпионат США (2)   | Трава    | Полин Бетц       | Маргарет Осборн Сара Палфри-Кук | 6-3, 1-6, 4-6 |

### Смешанный парный разряд (4)
| Год  | Турнир            | Покрытие | Партнёрша       | Соперницы в финале           | Счёт в финале |
| ---- | ----------------- | -------- | --------------- | ---------------------------- | ------------- |
| 1940 | Чемпионат США     | Трава    | Джек Креймер    | Элис Марбл Бобби Риггс       | 7-9, 1-6      |
| 1944 | Чемпионат США (2) | Трава    | Дональд Макнилл | Маргарет Осборн Билл Талберт | 2-6, 3-6      |
| 1946 | Чемпионат Франции | Грунт    | Том Браун       | Полин Бетц Бадж Патти        | 5-7, 7-9      |
| 1946 | Уимблдон          | Трава    | Джефф Браун     | Луиза Бро Том Браун          | 4-6, 4-6      |